# Mato
Mato je moško osebno ime.

## Izvor imena
Ime Mato je različica moškega osebnega imena Matej.

## Pogostost imena
Po podatkih Statističnega urada Republike Slovenije je bilo na dan 31. decembra 2007 v Sloveniji število moških oseb z imenom Mato: 266.

## Osebni praznik
Osebe z imenom Mato godujejo takrat kot osebe z imenom Matej.